# Dalia Marin
Dalia Marin ist eine österreichische Volkswirtschaftlerin. Sie ist Professorin an der TUM School of Management der TU München.

## Leben
Marin studierte Wirtschaftswissenschaften an der Universität Wien (Diplomvolkswirt 1981, 1983 Diplom in Ökonomie). 1984 wurde sie zur Dr. rer. oec. promoviert. 1992 habilitierte sie sich, ebenfalls in Wien.
Bis 1994 war Marin Assistant Professor am Institut für Höhere Studien in Wien und bis 1998 Associate Professor an der Humboldt-Universität Berlin.
Sie hatte zahlreiche Gastprofessuren inne, so etwa an der Harvard University, Stanford University, der Stern School of Business, New York University, beim Internationalen Währungsfonds, dem National Bureau of Economic Research, beim Europäischen Hochschulinstitut
und am Wissenschaftszentrum Berlin.
Marin ist Senior Research Fellow an der wirtschaftswissenschaftlichen Denkfabrik BRUEGEL in Brüssel sowie Fellow der Europäischen Ökonomischen Vereinigung und Research Fellow am Centre for Economic Policy Research (CEPR) in London.
Marin leitete eine Gruppe am Russian European Center for Economic Policy in Moskau (1998–2000) und hat internationale Organisationen beraten wie die Europäische Bank für Wiederaufbau und Entwicklung und den IWF. Im Jahr 2011 bewarb sie sich als IHS-Chefin. Sie leitete bis 2017 das Seminar für Internationale Wirtschaftsbeziehungen der Ludwig-Maximilians-Universität München.

## Veröffentlichungen
- mit Elhanan Helpman und Thierry Verdier (Hrsg.): The Organization of Firms in a Global Economy. Harvard University Press, 2008.
- mit Monika Schnitzer: Contracts in Trade and Transition: The Resurgence of Barter. MIT Press, Cambridge 2002.
- Die brillanten Roboter kommen. Amerikanische Beschäftigungsdaten zeigen: Durch die neuen Technologien wird die leicht programmierbare Routinearbeit, die sich im mittleren Einkommenssegment befindet, nach und nach wegrationalisiert. Das trifft zunehmend Akademiker. Geht der Kampf um die Talente zu Ende? In: FAZ. 21. November 2014, S. 16 (Auszug).

„Welche Hinweise haben wir, dass das zweite Maschinenzeitalter tatsächlich die qualifizierten Arbeitskräfte ersetzt beziehungsweise ersetzen wird? Drei empirische Evidenzen liegen vor: der Verfall der Prämie für qualifizierte Arbeit, der Verfall der Lohnquote und der Anstieg der Akademikerarbeitslosigkeit insbesondere bei Jugendlichen.“